# Murailles de Paganico
Les Murailles de Paganico (en italien : Mura di Paganico) constituent le système défensif de Paganico, une frazione de la commune de Civitella Paganico (province de Grosseto), en Toscane,.

## Histoire
Un premier rempart fut érigé par les Siennois au milieu du XIIIe siècle, pour défendre le village fortifié de Paganico, qui s'élevait dans une position stratégique le long de la route reliant Sienne et Grosseto qui longe le cours inférieur du fleuve Ombrone.
En 1328, pendat que Castruccio Castracani et ses troupes assiégèrent violemment Paganico, le village et les murs primitifs furent gravement endommagés. Dans les années suivantes, précisément entre 1333 et 1335, les murs ont été entièrement reconstruits selon un projet de l'architecte Lando di Pietro (it), qui a introduit les éléments stylistiques gothiques typiques de l'époque.
La structure défensive a résisté au siège de Paganico en 1555, réussissant ainsi à garder son aspect presque inchangé, que de récentes restaurations ont ramené à son ancienne gloire.

## Description
Les murailles de Paganico délimitent le noyau médiéval originel du centre. La courtine défensive a un périmètre quadrangulaire, est principalement constituée de blocs de pierre et de brique et comprend encore quatre tours d'époque médiévale, une de chaque côté, lesquelles  exerçaient autrefois des fonctions de tour de guet.
À l'origine, les murailles étaient également équipés d'un chemin de ronde sur tout le périmètre, et des quatre portes, trois sont encore conservées. Parmi elles, se distinguent les deux portes qui s'ouvrent le long de l'axe routier principal : la caractéristique Porta Senese (du Cassero Senese), au nord-est, et la plus simple Porta Grossetana, au sud-ouest. La troisième porte est Porta Gorella le long du côté Nord-Ouest, tandis que le côté faisant face au fleuve Ombrone est laissé sans porte et une grande partie du pan de mur, en raison d'une inondation probable survenue à des époques reculées.

## Galerie

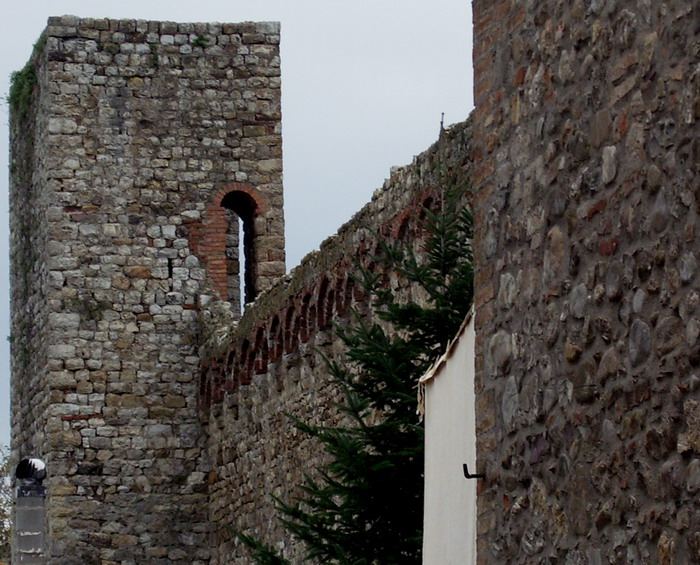
Muraille siennoise.
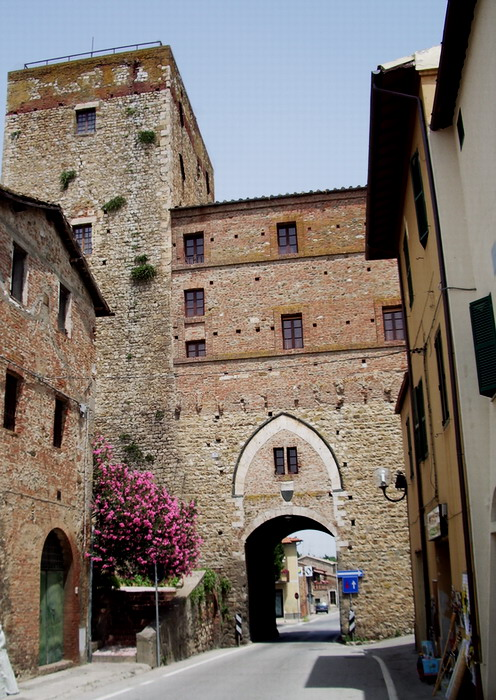
Vue intérieure de la Porta Senese du Cassero Senese.
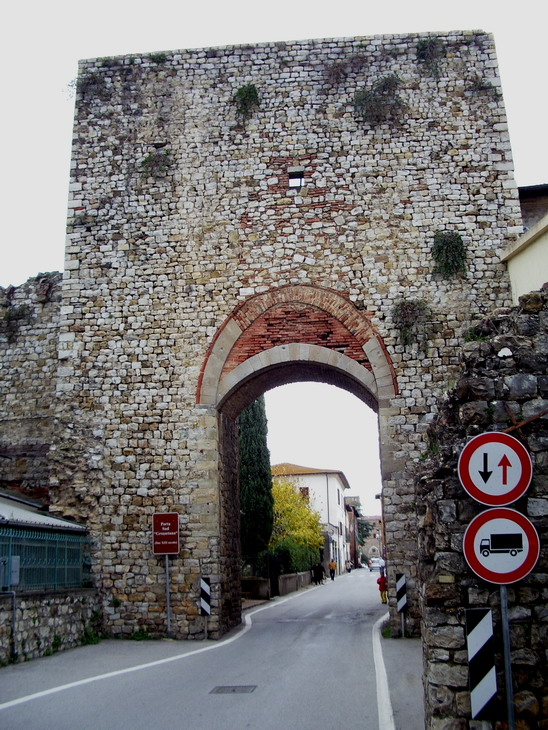
Porta Grossetana.
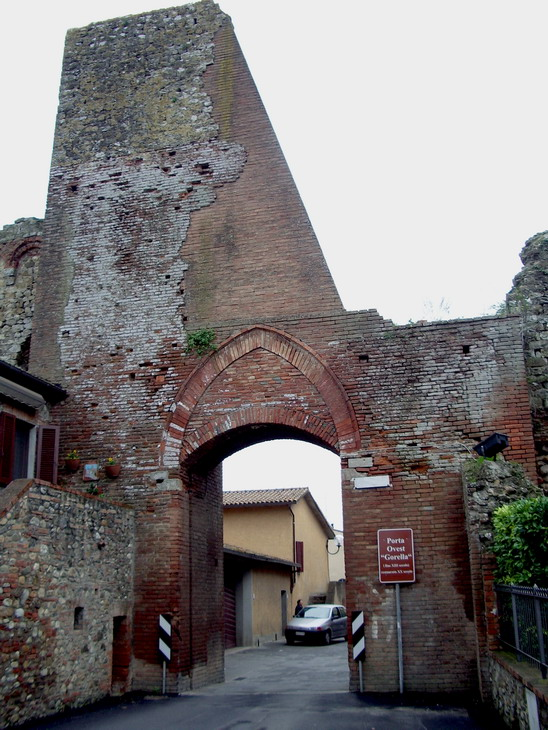
Porta Gorella.